# Vlag van bisdom Rotterdam

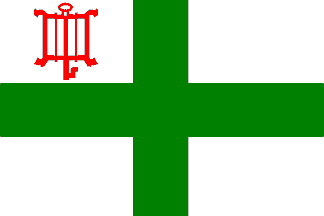
De vlag van het bisdom

De vlag van het bisdom Rotterdam werd op 7 juli 2004 door het koninklijk besluit aan het bisdom Rotterdam toegekend. De vlag bestaat uit een groen kruis op een wit veld met linksboven een rood rooster van sint Laurentius, patroonheilige van het bisdom.
De vlag is gelijk aan het wapenschild van bisdom Rotterdam en afgeleid op de vlag van de gemeente Rotterdam. Het ontwerp was van de heer Daae.

## Verwante symbolen

Het wapen van bisdom Rotterdam
De vlag van Rotterdam